# Haval Chitu
Haval Chitu — кроссовер, выпускающийся с 2021 года компанией Haval — внедорожным подразделением Great Wall Motors.

## История
В феврале 2021 года модель была представлена как преемник модели Haval F5, в апреле 2021 года показана на Шанхайском автосалоне.
Продажи начались в июне 2021 года, модель представлена только на внутреннем рынке Китая.
В линейке компании занимает место между моделями F7 и Jolion.
Название модели дано в соответствии с политикой компании — с 2020 года когда вместо буквенно-цифрового индекса модели получают имена собственные — название Chitu в переводе с китайского означает «Красный кролик».
Haval Chitu — преемник модели Haval F5, однако, практически аналог Haval Jolion сменившего уровнем ниже модель Haval H2, считается её «более богатой» версией: модель построена на той же платформе, имеет с ней общие кузовные детали, с той же колёсной базой, но немого больше по длине и высоте. Снаружи модели можно отличить по разным дизайну передней части — у Chitu более агрессивная, фары и фонари зауженные, и разным формами задней части — Haval тяготеет кузовом к типу «универсал», в то время как Jolion из-за его наклонённых задних стоек относится к хетчбэку.

## Технические характеристики
Габариты: длина — 4470 мм, ширина — 1898 мм, высота — 1625 мм; колёсная база — 2700 мм.
Двигатель — бензиновый объёмом 1,5 литра, с турбонаддувом, в вариантах форсировки на 150 л. с. (220 Нм) или 184 л. с. (275 Нм).
Коробка передач — роботизированная 7-ми ступенчатая с двойным сцеплением (DCT).
Привод — только передний.